# Bona Corona
La Bona Corona è una struttura geologica della superficie di Venere.